# Ètnia han
Els han (en xinès simplificat: 汉族 o 汉人, xinès tradicional: 漢族 o 漢人, pinyin: hànzú o hànrén) són l'ètnia majoritària de la Xina i el grup ètnic més nombrós del món. Originaris de la Xina continental, on constitueixen un 92% de la població de la República Popular de la Xina; després de la invasió dels mongols el 1276, es van dispersar, i constitueixen el 98% de la República de la Xina (Taiwan), el 75% de Singapur i un 20% de la població del món.
Hi ha una diversitat genètica, lingüística, cultural i social entre els han, principalment pels segles d'immigració i assimilació de diversos grups ètnics de dins de la Xina. Els han són un subgrup del grup humà zhonghua minzu. Alternativament, acostumen a referir-se a ells mateixos com els "descendents del drac xinès" o els "descendents de l'emperador Yan Di i Huang Di". El seu territori propi és el que alguns anomenen la "Xina estricta", descomptades les àrees pròpies de les altres ètnies.
El nom han prové de la dinastia Han; també és el nom d'un riu de la Xina central i, en xinès clàssic, el nom de la Via Làctia. Prop de 40 milions de xinesos de l'ètnia han es troben per tot el món, però principalment a Malàisia, Vietnam, Tailàndia, Indonèsia i les Filipines. Als Estats Units, n'hi ha 3 milions i constitueixen prop de l'1% de la població total.

## Distribució

### Xina continental, Hong Kong i Macau
La majoria dels han –uns 1.200 milions– viuen sota la jurisdicció de la República Popular de la Xina. Són el grup ètnic majoritari en totes les províncies i regions de la República Popular, llevat de les regions autònomes de Xinjiang (41% l'any 2000) i del Tibet (6% l'any 2000). Als territoris de Hong Kong i de Macau són, respectivament, el 95% i el 96%.

### Taiwan
Uns 22 milions de xinesos han viuen a Taiwan. Hi van començar a migrar al segle XVII des de les províncies litorals del sud-est de la Xina continental i es van assentar, inicialment, en diferents regions de l'illa segons la zona de procedència. Amb el pas del temps, però, aquesta distribució s'ha anat alterant. Actualment, els han són el 98% de la població de l'illa, per bé que amb un important grau de mestissatge amb la població aborigen, tal com demostren els estudis de l'ADN.

### Resta del món
Dels aproximadament 40 milions de xinesos han repartits pel món, uns 30 milions viuen al sud-est asiàtic. Són l'ètnia majoritària a Singapur (74% de la població) i al l'illa Christmas (70%). A Malàisia representen el 25%, a Tailàndia el 14%, i són nombrosos també a Indonèsia i a les Filipines.
Fora d'aquesta àrea, es troben 3 milions de persones d'ascendència xinesa als Estats Units, on són un 1% de la població, vora 1 milió al Canadà (3,7%), 1,3 milions al Perú (4,3%), uns 600.000 a Austràlia (3,5%), aproximadament 150.000 a Nova Zelanda (3,7%), i com a mínim 750.000 a Àfrica. A la Unió Europea, el 2011 n'hi havia 2,3 milions (0,4%), la meitat dels quals al Regne Unit i a França.

## Història i expansió dels han

### Prehistòria i dinasties llegendàries
Els xinesos han fan remuntar els seus orígens al poble Hua-Xia, unificat segons la llegenda pel mític emperador Groc després de la batalla de Banquan. Aquest poble s'insereix en la successió de cultures neolítiques que es desenvoluparen al voltant del riu Groc, entre el 7è i el 3r mil·lennis aC. Hua-Xia és el nom amb què es designaven ells mateixos abans de la dinastia Han, i designava el que ells consideraven civilitzats, per oposició als considerats bàrbars.
Cap al 1600 aC, uns pobles invasors procedents de l'est van fundar la dinastia Shang. D'aquesta, daten els exemples més antics de caràcters xinesos, que evidencien, pel seu grau d'elaboració, que l'origen de l'escriptura a la Xina és força anterior.
A finals del segon mil·lenni, els zhou, de llengua i cultura huan-xia i també originaris de la conca del riu Groc, van començar a expandir-se. Conqueriren el Regne Shang i la major part de la Xina al nord del Iang-Tsé, i estengueren així la cultura proto-han. Tot i que el seu imperi s'acabà fragmentant en molts regnes immersos en guerres cròniques entre si, aquest període va veure una gran esplendor cultural i filosòfica, conegut com les Cent Escoles de Pensament, que ha deixat els dos corrents filosòfics més importants originats a la Xina: el confucianisme i el taoisme.

### L'imperi
L'any 221 aC, el Regne Qin va conquerir els altres regnes combatents i el seu rei, Qin Shi Huangdi, en va fer un imperi centralitzat i burocràtic, i unificà el país econòmicament i cultural. Si bé la seva dinastia no va durar, l'imperi que bastí seria el model de govern per a la Xina durant dos mil·lennis.
El 206 aC, els successors de Qin Shi Huangdi van ser derrocats per Liu Bang, fundador de la dinastia Han, que es mantingué en el poder fins al 220 dC. Conservà la majoria d'institucions de l'imperi, i governà amb un tarannà menys autocràtic. El període Han és l'edat clàssica de les arts i la cultura xineses, i també una època d'expansió militar en totes direccions.
Al segle iii dC, l'imperi es desintegrà en regnes rivals. El nord fou envaït per pobles nòmades procedents de les estepes de l'Àsia central, que van crear regnes propis, entre els quals destaca el dels Wei del Nord d'ètnia Sienpei. Els xinesos van designar aquests pobles Wu Hu i, per distingir-se'n, van començar a anomenar-se hanren, o 'poble dels Han', com a hereus de la dinastia que els havia governats durant quatre segles. La pressió del nòmades del nord provocà una de les primeres grans migracions del poble han, que es van estendre més enllà del Iang-Tsé fins al sud de la Xina actual, desplaçant el seu centre demogràfic cap al sud. Alhora, els invasors del nord adoptaven bona part de la cultura i el sistema administratiu dels pobles han que governaven. Per exemple, els governants Sienpei van adoptar cognoms han. Així, les invasions van provocar paradoxalment l'extensió de la cultura i l'ètnia han a la major part de la Xina actual.
Sota les dinasties Sui (581–618) i Tang (618–907), es completà la sinització de la costa sud de la Xina actual (províncies de Fujian i Guangdong). Durant el període de les Cinc Dinasties, que hi va seguir, la relativa estabilitat del sud enfront de les guerres i invasions del nord i el centre de la Xina van continuar afavorint-hi la migració dels han.
L'any 1279, els mongols (dinastia Yuan) van conquerir tota la Xina, i esdevingueren els primers no xinesos que ho feien. Van practicar una política de discriminació social dels han i els van prohibir l'emigració, que es considerava deslleialtat cap als avantpassats i a la terra ancestral.
Gairebé un segle més tard, la crisi econòmica i la discriminació van encendre la guerra civil i els mongols van ser foragitats i substituïts per la dinastia Ming (1368–1644). Sota aquesta, la Xina va viure un dels períodes de més estabilitat política i social. L'assentament dels han a les regions perifèriques continuà i es va estendre al Yunnan, al sud-oest.
El 1644, arran de la revolta popular liderada per Li Zicheng, els manxús van aprofitar-la per prendre el poder (dinastia Qing). Les forces lleials als Ming van fugir a Taiwan, on van acabar capitulant. Començà així una forta immigració de han que van acabar assimilant les poblacions aborígens, malgrat els esforços dels manxús, que volien evitar-ho per assegurar-se el control de l'illa. Pel mateix motiu, els Qing van prohibir la migració dels han a Manxúria, on només eren presents a la província més meridional. El 1681, l'emperador feu construir la Muralla de Salzes, al nord de la qual els han no podien instal·lar-se. Tanmateix, els darrers emperadors de la dinastia van invertir aquesta política i, al final del període Qing, els han ja eren majoritaris en tota la Manxúria.
Al segle xix, es va produir un important moviment migratori de xinesos a altres parts del món, i els han es van estendre pel Sud-est asiàtic, Austràlia i Amèrica del Nord.

### Història recent
El 1912, la dinastia Qing fou reemplaçada per la República de la Xina, governada pel Guomindang. El 1949, les forces comunistes guanyaren la guerra civil i establiren la República Popular de la Xina al continent. La República de la Xina es replegà a Taiwan, i ací emigraren vora un milió de refugiats, augmentant la població de l'illa i el domini demogràfic dels han. La República Popular establí als anys 1980 la política de limitació de la natalitat coneguda com a política del fill únic, que afecta només els han.
Arran de la invasió del Tibet per l'exèrcit xinès el 1950, la població han, que hi era absolutament testimonial, començà a créixer. A partir de la dècada dels 1980, la República Popular estimula la migració dels han al Tibet. A més, un nombre important de han hi resideixen temporalment (militars i d'altres).
La migració de xinesos cap a la resta del món ha continuat durant els segles XX i XXI. El retorn de Hong Kong a sobirania xinesa el 1997 causà una onada migratòria d'aquest territori cap a Amèrica del Nord, Austràlia, etc. Els darrers anys, ha augmentat el flux de xinesos cap a Europa i Rússia.

### Anàlisi de l'ADN
Alguns estudis genètics basats en els haplogrups del cromosoma Y (masculí) mostren que els han, a més de ser un grup etnolingüístic, tenen una marcada homogeneïtat genètica. Tanmateix, els de la seva àrea d'origen (al nord) són més homogenis genèticament que els de les regions del sud, on es van expandir. Altres estudis mostren també que, si bé la distància genètica entre les diverses subpoblacions han és petita, també ho és a nivell regional entre les poblacions han i les ètnies autòctones. Això indica que els han s'han barrejat amb la població de les regions on s'instal·laven.
Però s'observa també que la contribució d'altres ètnies a la càrrega genètica dels han del sud per via masculina és limitada.
A més, l'estudi de la diversitat de l'ADN mitocondrial, que s'hereta exclusivament per via materna, mostra més homogeneïtat en les poblacions han del nord que en les del sud, les quals a més resulten ser més semblants a les ètnies autòctones. Això indica que, històricament, la barreja de sang han i les altres ètnies s'ha produït sobretot per casament d'homes han amb dones autòctones i no a l'inrevés. Tot plegat suggereix que les migracions dels han cap al sud, fugint de la guerra i de la fam, van ser protagonitzades majoritàriament per homes, així com una resistència de les famílies han a casar les filles amb membres de famílies no han.
Altres estudis mostren també que els han tenen una estructura genètica coherent, amb l'excepció, però, d'algunes branques etnolingüístiques com els pinghua.

## Cultura
La cultura xinesa és una de les més antigues i complexes del món, amb milers d'anys d'antiguitat. El seu sistema d'escriptura portava segles de desenvolupament abans de les primeres evidències trobades que daten del segle xvi aC.
A partir del primer mil·lenni i al llarg de tota la història, la cultura han ha estat molt influïda pel confucianisme, que es pot dir que és un dels principals agents que l'han configurada.

### Llengua
Els xinesos han parlen llengües sinítiques, un grup de llengües i dialectes amb moltes variants. Els xinesos, però, les perceben com una única llengua xinesa amb nombroses variants, una de les denominacions de la qual és hanyu (xinès), que significa literalment 'llengua dels han'. Entre totes, la més difosa territorialment és el mandarí, que es parla al nord i el sud-oest de la Xina i que molts xinesos anomenen "parla del nord". Presenta moltes variants i dialectes, i durant mil·lennis ha estat la llengua de l'administració en una o altra forma estàndard i, com a tal, ha servit i serveix encara de lingua franca. Actualment, el mandarí estàndard és la llengua oficial de la República Popular de la Xina i de la República de la Xina (Taiwan); és cooficial a Singapur i una de les llengües oficials a l'ONU.
Aquesta unicitat aparent de la llengua es deu, en part, al sistema d'escriptura xinesa, el hanzi (xinès), literalment 'caràcters han', que és un dels trets més distintius i originals de la cultura han. És un sistema d'escriptura logogràfic, en què el caràcters no representen fonemes sinó morfemes, de manera que no tenen una relació directa amb la pronúncia i, en canvi, tendeixen a relacionar-se amb les idees que expressen. Això permet que els xinesos puguin entendre per escrit variants de la llengua que, parlades, els resulten inintel·ligibles. Tanmateix, no és un sistema neutre, ja que es basa en la gramàtica del mandarí.
La unificació de la llengua escrita es deu a la dinastia Qin, que creà l'estàndard escrit a partir de les diverses formes d'escriptura existents en el seu temps. És el que es coneix com a xinès clàssic. Tanmateix, ha anat evolucionant. A partir de finals de la dinastia Han i fins al segle xx, per als escrits formals s'utilitzà el xinès literari. Paral·lelament, per a altres usos, s'usaren cada vegada més les llengües vernacles, i es desembocà en el que actualment es coneix com a xinès tradicional. La República Popular impulsà la simplificació dels caràcters, de manera que actualment n'hi ha dos sistemes: el xinès simplificat, emprat a la Xina continental i Singapur, i el xinès tradicional, usat a Taiwan, Hong-Kong, Macau i, majoritàriament, entre els xinesos de la diàspora. També es mantenen altres formes d'escriptura xinesa vernacla, com les de les llengües cantonesa i min. A banda de motius sociopolítics per a mantenir els dos sistemes, hi ha polèmica sobre els pros i contres de la simplificació (vegeu al respecte: simplificació dels caràcters xinesos).
L'escriptura xinesa fou adoptada en el passat per Corea i el Vietnam, i és la base de l'escriptura Kanji japonesa.

### Noms
Històricament, la identitat dels han s'ha fonamentat, a més d'en la cultura i l'escriptura, en uns orígens genealògics comuns, reflectits en una llista d'uns 500 cognoms corresponents teòricament a les 100 famílies antigues (老百姓, Lǎobǎixìng). Tot i que hi ha entre 4.000 i 6.000 cognoms han actualment en ús, els 100 més freqüents són compartits pel 85% de la població i els 19 més populars per la meitat de la població. Una gran part dels cognoms menys freqüents s'ha incorporat al patrimoni han durant el procés de sinització d'altres ètnies. Cal dir també que els cognoms compartits presenten varietats fonètiques d'una regió a una altra.
Els noms han tenen típicament tres o dues síl·labes. El cognom es col·loca en primer lloc i el nom personal després. Els cognoms tenen generalment un sol caràcter, tot i que n'hi ha de dues o de fins a tres síl·labes. Les dones continuen emprant el seu cognom en comptes d'adoptar el del marit. El nom personal es dota de molt de significat i reflecteix característiques i desigs relacionats amb el nadó. Sol tenir dues síl·labes o una, però darrerament se'n comença a afegir una tercera per evitar confusions.

### Religió
La cultura xinesa s'ha caracteritzat durant llarg temps pel pluralisme religiós. Al mateix temps, la religió popular xinesa sempre ha exercit una profunda influència. Les dues grans religions indígenes, el confucianisme i el taoisme, tenen en comú que són alhora una filosofia i una religió, i no exigeixen als creients una adhesió exclusiva. El resultat és una cultura de tolerància i sincretisme, en què múltiples religions o sistemes de pensament coexisteixen entre si i amb costums i tradicions locals, no sols dins la societat sinó també en la pràctica individual. La cultura dels xinesos han ha estat també força influïda pel budisme i, en els darrers segles, el cristianisme hi ha tingut una certa penetració.
La religió popular xinesa és un conjunt de cultes i creences (worship) i tradicions lligades a antigues divinitats dels pobles han o proto-han. Inclou el culte a algunes figures mitològiques, herois com Guan Yu i Qu Yuan, criatures mítiques com el drac xinès, o els avantpassats de la família, del clan o de la nació. Aquestes pràctiques varien d'una regió a una altra i coexisteixen sense formar una religió organitzada, tot i que són en l'origen de molts dies festius tradicionals xinesos, com el Festival Duanwu (o 'de la barca del dragó'), Qingming, i el Festival de la Lluna o de Mitja Tardor.
El confucianisme és una filosofia de govern i un codi moral amb elements religiosos com el culte als avantpassats, elaborat per Confuci (Kongzi) al segle vi aC. Està profundament implantat en la cultura xinesa i fou la filosofia oficial de l'estat des de la dinastia Han fins a la caiguda de l'imperi en el segle xx.
El taoisme, també originat a la Xina, és àmpliament practicat sota les seves formes populars i també com a religió organitzada, i ha influït l'art xinès, la poesia, la filosofia, la medicina, l'astronomia i astrologia, l'alquímia i la química, la cuina, les arts marcials i l'arquitectura. El taoisme fou la religió estatal a l'inici de la dinastia Han i sovint va gaudir de la protecció de l'estat sota els emperadors i dinasties posteriors.
A finals del període de la dinastia Han, el budisme, originat a l'Índia, arribà a la Xina i progressivament va anar guanyant popularitat. Al llarg de la història, la política de l'estat envers la nova religió ha alternat èpoques de tolerància i fins protecció, amb d'altres en què l'ha perseguida. En la seva forma original, el budisme trobà oposició especialment entre les elits, ja que alguns dels seus valors entraven en conflicte amb les concepcions xineses. Tanmateix, segles d'assimilació, adaptació i sincretisme, van conduir a una forma de budisme xinès que ha quedat acceptat i integrat en la cultura xinesa. Durant aquest procés, ha rebut la influència del confucianisme i del taoisme, però també n'ha exercit en sentit invers, donant lloc, per exemple, al neoconfucianisme.
Ja al segle vii, van arribar algunes influències del cristianisme a la Xina. Tanmateix, no és fins a les dinasties Ming i Qing que es dona una presència cristiana significativa, arran del contacte amb els europeus. Al segle XVII, sota l'emperador Kangxi, la interdicció papal als cristians xinesos de qualsevol forma de culte als avantpassats o a Confuci dugué a un segle de prohibició del cristianisme a la Xina. Després de la Primera Guerra de l'Opi, però, les potències occidentals van donar suport i protecció als missioners i el cristianisme hi augmentà considerablement.
L'islam també és present d'antic a la Xina, sobretot des de l'arribada dels mongols, i hi té més fidels que el cristianisme. Però, a diferència d'aquest, i en part per ser associat amb el poder mongol i amb les tropes d'altres ètnies que el servien, no ha estat assimilat pels han. Així, els han convertits a l'islam sota la dinastia Yuan han estat considerats una ètnia a part, els hui.

## Els límits del concepte "han"
La definició de la identitat han ha variat al llarg de la història. Abans del segle XX alguns grups sinoparlants, com els hakka i els tanka, no eren universalment considerats han, mentre que se n'han considerat de vegades pobles com els zhuang, que no parlaven xinès. Avui dia els hui són considerats un grup ètnic distint, tot i que pocs trets els diferencien dels han més enllà de la pràctica de l'islam; en realitat, dos han de regions distants són més diferents quant a llengua, costums i cultura que un han i un hui de zones veïnes. Sota la dinastia Qing, els han que entraven al sistema militar de les Vuit Banderes eren considerats manxús, mentre que els nacionalistes xinesos que cercaven derrocar la monarquia van reforçar la identitat han en contra dels governants manxús. En la seva fundació, la República de la Xina reconeixia cinc grups ètnics importants: han, hui, mongols, manxús, i tibetans, mentre que la República Popular reconeix cinquanta-sis ètnies.
No és clar fins a quin punt, a l'antiga Xina, es tenia el concepte de grups ètnics, ja que s'hi superposava la percepció dels altres grups com a súbdits d'un regne concret. D'altra banda, milers d'anys d'imperi governat per dinasties Han han bastit una identitat comuna. Molts estudiosos xinesos, com ara Ho Ping-Ti, pensen que el concepte d'una ètnia han és antic i que data de la mateixa dinastia Han.